# Бетховен, Мария-Магдалина ван
Мари́я-Магдали́на ван Бетхо́вен (нем. Maria Magdalena van Beethoven; урождённая Кеверих, 19 декабря 1746, Эренбрайтштайн — 17 июля 1787, Бонн) — мать композитора Людвига ван Бетховена.

## Биография
Мария-Магдалина ван Кеверих родилась 19 декабря 1746 года в Эренбрайтштайне (ныне район Кобленца). Её отцом был Иоганн Генрих Кеверих (1701—1759), главный придворный повар, а мать звали Анной Клара Весторфф (1707—1768).
У неё был единственный брат Иоганн Петер Кеверих (1734—1807), который впоследствии стал священником.
30 января 1764 года вышла замуж за Иоганна Лейма (1733—1765), слугу курфюрста Трира, но вскоре он умер в 28 ноября 1765 года. Пробыв в браке менее двух лет, Мария-Магдалина стала вдовой в 18 лет.
В первом браке у Марии-Магдалины родился сын Иоганн Петер Антон Лейм (1764—1764), который умер во младенчестве.
Одна из её двоюродных сестер вышла замуж за придворного скрипача Иоганна Конрада Ровантини и переехала с ним в Бонн, где нашла работу в оркестре избирательного суда. Предполагается, что благодаря этим семейным связям Мария-Магдалена познакомилась с Иоганном ван Бетховеном, который также работал в придворном оркестре. Пара поженилась в Бонне 12 ноября 1767 года и имела семерых детей, лишь трое из которых выжили в младенчестве. Людвиг родился вторым ребёнком. Двоих других детей звали Каспар Карл и Николаус Иоганн.